# 微衛星
微衛星（英語：microsatellite），亦称为简单重复序列（Simple Sequence Repeats，SSR(s)）或短串联重复序列（short tandem repeats，STR(s)），是多型性的一種類型。指兩個或多個核苷酸重複排列，且不同的重複序列相鄰的形式，長度約2到10個鹼基對，常見於非編碼的內含子中。
由于重复单位及重复次数不同，使其在不同种族，不同人群之间的分布具有很大差异性，构成了STR遗传多态性。不同个体之间在一个同源STR位点的重复次数不同。通过识别基因组在特定位点的特定序列重复，可能创建一个个人基因档案。目前已经有超过10000个STR位点被公开。STR分析法已经成为法医学领域个体识别和亲权鉴定的重要分析方法，可應用於司法案件調查，也就是遺傳指紋分析。

## 外部連結
- EHSTRAFD.org - Earth Human STR Allele Frequencies Database
- Y-DNA Testing Company STR Marker Comparison Chart （页面存档备份，存于）
- ENFSI STR Population Database （页面存档备份，存于）
- National Institute of Standards and Technology (NIST) （页面存档备份，存于） — STR database
- National Institute of Standards and Technology (NIST) （页面存档备份，存于） — STR Fact Sheets